# 스텝포드 와이브스
《스텝포드 와이브스》(영어: The Stepford Wives 더 스텝퍼드 와이브스[*])는 1975년 개봉한 미국의 SF 공포 영화이다. 브라이언 포브스가 감독을, 윌리엄 골드먼이 각본을 맡았다. 아이라 레빈의 동명 소설이 영화의 원작이다.
개봉 당시에는 비평적으로나 상업적으로나 평범한 성공을 했으나 이후 인기를 얻어 컬트 영화로 거듭나게 되었다. 또한 "스텝퍼드"와 "스텝퍼드 와이프"라는 용어 역시 대중적인 SF 개념으로 자리매김하였다.
2004년 니콜 키드먼이 주연한 동명의 리메이크 영화가 개봉했다. 

## 줄거리
맨해튼에 살던 사진가 조애나는 남편 월터, 두 딸과 함께 코네티컷주 페어필드군 교외의 목가적인 스텝퍼드로 이사한다. 지적 활동은 뒷전이고 가사에만 집착하고 남편의 성욕을 채워주는 데 충실한 여성 주민들에게서 이상함을 느끼던 조애나는 이들이 실제 아내들을 대체한 로봇이라는 걸 알게 된다.

## 출연진
- 캐서린 로스 - 조애나 에버하트 역
- 폴라 프렌티스 - 보비 마코 역
- 피터 매스터슨 - 월터 에버하트 역
- 너넷 뉴먼 - 캐럴 밴샌트 역
- 티나 루이즈 - 샤메인 윔퍼리스 역
- 캐럴 로슨 - 팬처 박사 역
- 윌리엄 프린스 - 아이크 매저드 역
- 패트릭 오닐 - 데일 "디즈" 코바 역
- 주디스 볼드윈 - 퍼트리샤 코넬 역
- 조지 코 - 클로드 액스헬름 역
- 프랭클린 코버 - 에드 윔퍼리스 역
- 조지프 서머 - 테드 밴샌트 역
- 메리 스튜어트 매스터슨 - 킴 에버하트 역
- 디 월리스 - 하녀 네티 역

## 기타 제작진
- 협력 제작: 로저 M. 로스틴
- 배역: 줄리엣 테일러
- 미술: 진 캘러핸
- 의상: 애나 힐 존스톤

## 같이 보기
- 스텝포드 와이프